# 冒業
冒業，香港科幻及推理小說家、評論家，台灣推理作家協會國際成員，第19屆台灣推理作家協會徵文獎首獎得主，另以筆名「Faker」於部落格「我思空間」發表作品評論。

## 經歷
冒業小時候讀過《福爾摩斯》、《名偵探柯南》以及《金田一少年事件簿》，中學時常常在一些網上討論區玩解謎遊戲。後來讀到台灣推理小說家林斯諺的《冰鏡莊殺人事件》之後便愛上本格派推理小說，至今仍是主要讀物，而陳浩基、文善和林斯諺都是凡有新書他就會立即購買的作家。推理小說以外，他也會看科幻小說、驚悚小說、間諜小說、輕小說等等，另外純文學、報導文學、哲學、社會學、心理學、歷史、經濟學、自然科學、編劇理論、文化研究還有計算機科學等，只要是看起來有趣的書都會讀。創作上的影響主要有兩部推理作品：遊戲《Ever17》，以及米澤穗信的古籍部系列第二部《愚者的片尾》。前者的科幻元素運用、伏筆收放、設定說明技巧還有詭計鋪陳都對他有很大啟發，後者是一部同時將多重解答、敘述性詭計、推理小說史、作中作、日常推理甚至反推理融為一體的青春小說。
冒業首次參加台灣推理作家協會徵文獎是在2016年的第14屆，投稿作品〈S.T.E.P. Recursion〉是陳浩基和寵物先生合寫作品《S.T.E.P.》的二次創作，最終在準決選階段因為技術性犯規遭到淘汰，成為該屆的爭議作品。然而《S.T.E.P.》原作者陳浩基剛好是當屆的準決選評審之一，他雖然同意淘汰該篇作品，但同時也表明十分喜愛它。冒業表示倘若當時沒有陳浩基的鼓勵，他可能已經放棄繼續創作推理小說。2018年他以〈古典力學的象徵謀殺〉首度入圍台灣推理作家協會徵文獎決選，後來得以以此頭銜與陳浩基、文善、譚劍、黑貓C、望日等香港推理作家一同推出短篇合集《偵探冰室》系列。
2020年他以〈所羅門的決斷〉再度入圍決選，但因內容影射「台灣推理作家協會徵文獎」本身的評選過程而引起討論。擔任決選評審的推理小說家胡杰認為「作者是用顛覆性的作法直搗黃龍，可以說他膽子很大，或是神經很大條，敢這樣子挑戰評審」，另一位評審Clain則表示「雖然是形式遠遠大過於故事骨肉內容，但是他的形式充滿創新，還是很值得鼓勵。」香港推理小說家陳浩基表示雖然他個人很欣賞，但同時理解到這篇不一定獲好評，因為「點子塞得太多太滿，除了重度推理宅外一般人未必吃得下」，但也認為「大概比起內容，這篇的本質更具挑釁性，因為評審如何評價本作便會顯出他們對推理的立場和觀點為何、理解有多深」。
2021年，冒業以具有科幻元素的〈千年後的安魂曲〉第三次入圍台推獎決選，但五位評審中二位投下「從缺」、一位投給別篇而導致同票，差點導致史上第三次首獎從缺結果。後來在第二輪投票中，推理評論家路那改投給〈千年後的安魂曲〉，使冒業終於獲得首獎。木馬文化社長陳蕙慧認為本作「企圖心很高，他把格局拉得很大，塑造出時間跟空間，以及自己想像的文學或說他的世界觀，想盡辦法讓這些東西在這麼短篇的小說裡面呈現出來」。日本推理評論家玉田誠表示本作是他個人偏愛的「大傑作」，且「雖然是短篇但有如讀了長篇」。冒業發表得獎感言時表示，書寫〈千年後的安魂曲〉的時間不足，詭計缺陷也來自於此，但仍試圖與故事相銜接。現實中有很多疫情、病症和戰爭等，他希望透過虛構故事的力量給予希望、價值傳播，陪伴大家度過傷心和孤獨。針對在決選中引起評審高度討論的結尾，他也表示「現實、真相有時就是無聊至極。正因為如此，人才需要『故事」，為世間一切賦予意義。這是人類無比美好的機能，卻也具毀滅性。」並以《愚者的片尾》中折木奉太郎為電影結局提出相當有趣的解答後、遭劇本原作者打臉的劇情為例，認為「出色的答案不一定就是真相」。

## 作品

### 長篇小說
- 千禧黑夜（2020，鏡文學；2023，博識圖書）

### 短篇小說
- 古典力學的象徵謀殺（2018年第16屆台灣推理作家協會徵文獎決選入圍作品，收錄於《亞斯伯格的雙魚：第16屆台灣推理作家協會徵文獎》，醇文庫）[7]
- 來自地下（收錄於《偵探冰室》，2019，港版：星夜出版，台版：蓋亞出版）[8]
- 所羅門的決斷（2020年第18屆台灣推理作家協會徵文獎決選入圍作品，收錄於《偵探在菜市場裡迷了路：第十八屆台灣推理作家協會徵文獎作品集》，博識圖書）[9]
- 女兒之死（外傳）（收錄於《偵探冰室．靈》，2020，港版：星夜出版，台版：蓋亞出版）[10]
- 東方之珠謀殺案（收錄於《偵探冰室．疫》，2021，港版：星夜出版，台版：蓋亞出版）[11]
- 千年後的安魂曲（2021年第19屆台灣推理作家協會徵文獎首獎作品，收錄於《鐵皮屋裡的螢火蟲：第十九屆台灣推理作家協會徵文獎作品集》，博識圖書）[12]
- 九百年後的前奏曲（收錄於《故事的那時此刻》，2022，博識圖書）[13]

### 評論
- 2019年《假面酒店》影評：〈面具底下的眾生相〉刊於明周文化
- 2019年〈《黑夜旋律》解說：在蛛網中翻騰的人們〉收錄於小說《黑夜旋律》（格子盒作室）並刊於微批
- 2019年〈四維密室的把戲：日本鐵路推理的前世今生〉收錄於《Sample》第十一期「親愛的乘客，我們離開吧」並刊於微批
- 2019年〈線索的結界：論推理小說的封閉形式〉收錄於《Sample》第十二期「偵探先生的鑑證技藝」
- 2019年〈異世界的異人推理：讀《輝夜姬計畫》〉刊於微批
- 2020年〈《阿帕忒遊戲》【解說】〉收錄於《阿帕忒遊戲》
- 2020年〈再探廿一世紀本格推理──評析兩種解讀〉刊於微批
- 2020年〈專訪反送中推理小說《崩堤之夏》作者黑貓C〉刊於微批
- 2020年〈悲劇必成真，那要偵探來幹麼？──《魔眼之匣殺人事件》的聰明設定〉刊於OKAPI博客來偵探社
- 2021年〈妖怪——時代夾縫裡的日本心靈〉收錄於《姑獲鳥之夏（經典回歸版）》
- 2021年〈推理小說的「邏輯」為何？──讀《探偵小說の論理学》〉刊於微批
- 2021年〈哲學結合偵探，不能錯過的台灣推理作家──讀林斯諺《羽球場的亡靈》〉刊於OKAPI博客來偵探社
- 2021年〈淺介台灣推理文學「備註」史〉收錄於《Sample》第二十四期「Let’s Write More Notes」

## 外部連結
- 台灣推理作家協會官方網站：冒業 （页面存档备份，存于）
- The Cogito Space (我思空間) （页面存档备份，存于）
- Faker （页面存档备份，存于）
- 我思空間 （页面存档备份，存于）